# Octave Crémazie

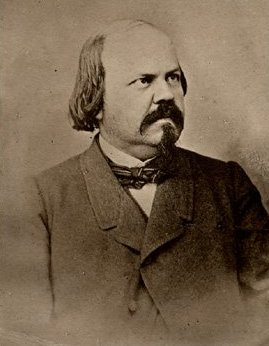
Octave Crémazie (um 1870)

Octave Crémazie (Claude-Joseph-Olivier Crémazie; * 16. April 1827 in Québec (Stadt); † 16. Januar 1879 in Le Havre, Frankreich) war ein kanadischer Lyriker, Schriftsteller und Buchhändler.

## Leben
Octave Crémazie war der jüngste von vier Brüdern. Sein ältester Bruder war der Jurist und Hochschullehrer Jacques Crémazie. Octave besuchte ab 1836 das Priesterseminar von Québec, wo er von Abbé John Holmes in die Literatur insbesondere der französischen Romantiker eingeführt wurde. Nach dem Abschluss seines Studiums trat er 1844 in die Buchhandlung seines Bruders Joseph ein, die fortan als J. et O. Crémazie firmierte. Diese entwickelte sich zu einem der wichtigsten Zentren französischer Kultur in Québec. Dort trafen sich zu Beginn der 1860er Jahre Autoren wie Étienne Parent, François-Xavier Garneau, Abbé Jean-Baptiste-Antoine Ferland, Pierre-Joseph-Olivier Chauveau, Joseph-Charles Taché, Antoine Gérin-Lajoie, Abbé Henri-Raymond Casgrain, François-Alexandre-Hubert La Rue, Alfred Garneau, Léon-Pamphile Le May und Louis-Honoré Fréchette, die Vertreter einer als Schule von Québec bekannten literarischen Bewegung waren. Mit einigen Mitgliedern dieser Gruppe gab Crémazie die Zeitschriften Les Soirées canadiennes und Le Foyer canadien heraus.
1847 war Crémazie unter den Gründern des Institue Canadien in Québec, in dem er später leitende Funktionen – u. a. als Präsident 1857–58 – innehatte. Eines seiner ersten Gedichte erschien 1849 in der von seinem Bruder Jacques herausgegebenen Zeitschrift L’Ami de la religion et de la patrie. Weitere Gedichte erschienen in anderen Zeitschriften. Am bekanntesten wurden Le Vieux Soldat canadien (1855) und Le Drapeau de Carillon (1858), mit dem er zu einem Nationaldichter von Québec wurde.
Anfang der 1860er Jahre war Crémazies Buchhandlung in ernsthaften finanziellen Schwierigkeiten. Nachdem er zunächst Kredite aufgenommen hatte, versuchte er später durch betrügerische Maßnahmen seinen Schulden zu entkommen, so dass er schließlich 1862 vor seinen Gläubigern nach Frankreich floh. Dort lebte er in ständiger finanzieller Not unter dem falschen Namen Jules Fontaine. Alle Versuche von Freunden, seine Verhältnisse in Kanada zu klären, schlugen fehl. Im Deutsch-Französischen Krieg 1870–71 erlebte er die Belagerung von Paris mit. Diese stellte er in seinem Journal du siège de Paris dar, das ihn auch als authentischen Prosaautor ausweist. Eine Ausgabe seiner sämtlichen Werke, die neben etwa 40 Gedichten und dem genannten Journal seine Korrespondenz aus Frankreich umfasst, erschien im Jahr 1882.
Nach ihm benannt ist der U-Bahnhof Crémazie der Metro Montreal.